# HD202655
HD202655 — хімічно пекулярна зоря спектрального класу A2, що має видиму зоряну величину в смузі V приблизно  8,6.
Вона  розташована на відстані близько 1681,2 світлових років від Сонця.